# Bellura diffusa
Bellura diffusa är en fjärilsart som beskrevs av Augustus Radcliffe Grote 1878. Bellura diffusa ingår i släktet Bellura och familjen nattflyn. Inga underarter finns listade i Catalogue of Life.